# Mỏ rộng hông hung
Mỏ rộng hông hung (danh pháp khoa học: Smithornis rufolateralis) là một loài chim trong họ Eurylaimidae, nhưng có thể sẽ được chuyển qua họ Calyptomenidae, một khi họ này được công nhận.

## Các phân loài
- S. r. budongoensis van Someren, 1921: Đông Cộng hòa Dân chủ Congo và tây Uganda.
- S. r. rufolateralis Gray GR, 1864: Sierra Leone tới bắc Angola và tây Cộng hòa Dân chủ Congo.